# Julia (programovací jazyk)
Julia je dynamický programovací jazyk určený zejména pro vědecké výpočty. Jeho vývoj začal v roce 2009 a uveřejněný pod svobodnou licencí byl roku 2012. Snadno umožňuje paralelní a distribuované výpočty a dokáže přímo volat rutiny psané v C a Fortranu. Jádro jazyka Julia je implementováno v C a C++. Na vysokoúrovňový jazyk vykazuje Julia mimořádnou rychlost, často srovnatelnou s programem psaným přímo v jazyce C. Zajímavé také je, že Julia je svým vlastním makrojazykem a program je možno modifikovat přímo za běhu, což umožňuje snadné metaprogramování.

## Popis jazyka

### Proměnné
```
x
=
0
;

δ
 
=
 
x
+
0.00001

안녕하세요
 
=
 
"Hello"

```

Je povoleno přepsat zabudované konstanty i funkce
```
pi
 
=
 
3

sqrt
 
=
 
75

```

Název proměnné musí začínat na A-Z, a-z, podtržítko, nebo znak Unicode nad 00A0 v kategoriích Lu, Ll, Lt, Lm, Lo, Nl (písmena), Sc, So (měny a jiné symboly), a některé znaky podobném písmenům (například některé znaky z kategorie Sm (matematické symboly)). Další znaky mohou být také číslice (0-9, a znaky v kategoriích Nd a No), vykřičník, diakritika, Unicode kategorie Pc a některé další znaky.
Operátory jako + jsou také platnými identifikátory, ale parsují se jinak. V určitém kontextu se mohou použít jen jako proměnné: (+)=f nastaví operátor +, aby interně zavolal funkci f. Většina infixových operátorů z Unicode kategorie Sm se parsuje jako infixové operátory a je možné jim přiřadit nějaké funkce.
Zakázané identifikátory jsou pouze klíčová slova jako například if nebo try.

## Příklady

### Hello world
Nejjednodušší program Hello world používá funkci println, která vypíše řetězec na příkazovou řádku a řádek zalomí:
```
println
(
"Hello, world!"
)

```

Samozřejmě je možné použít i funkci print, která funguje stejně, ale řádek nezalamuje automaticky:
```
print
(
"Hello, world!
\n
"
)

```